# Jakob Knudsen
Jakob Christian Lindberg Knudsen (Rødding, 14 settembre 1858 – Birkerød, 21 gennaio 1917) è stato uno scrittore danese, un autore molto letto e discusso nella prima metà del XX secolo.

## Biografia

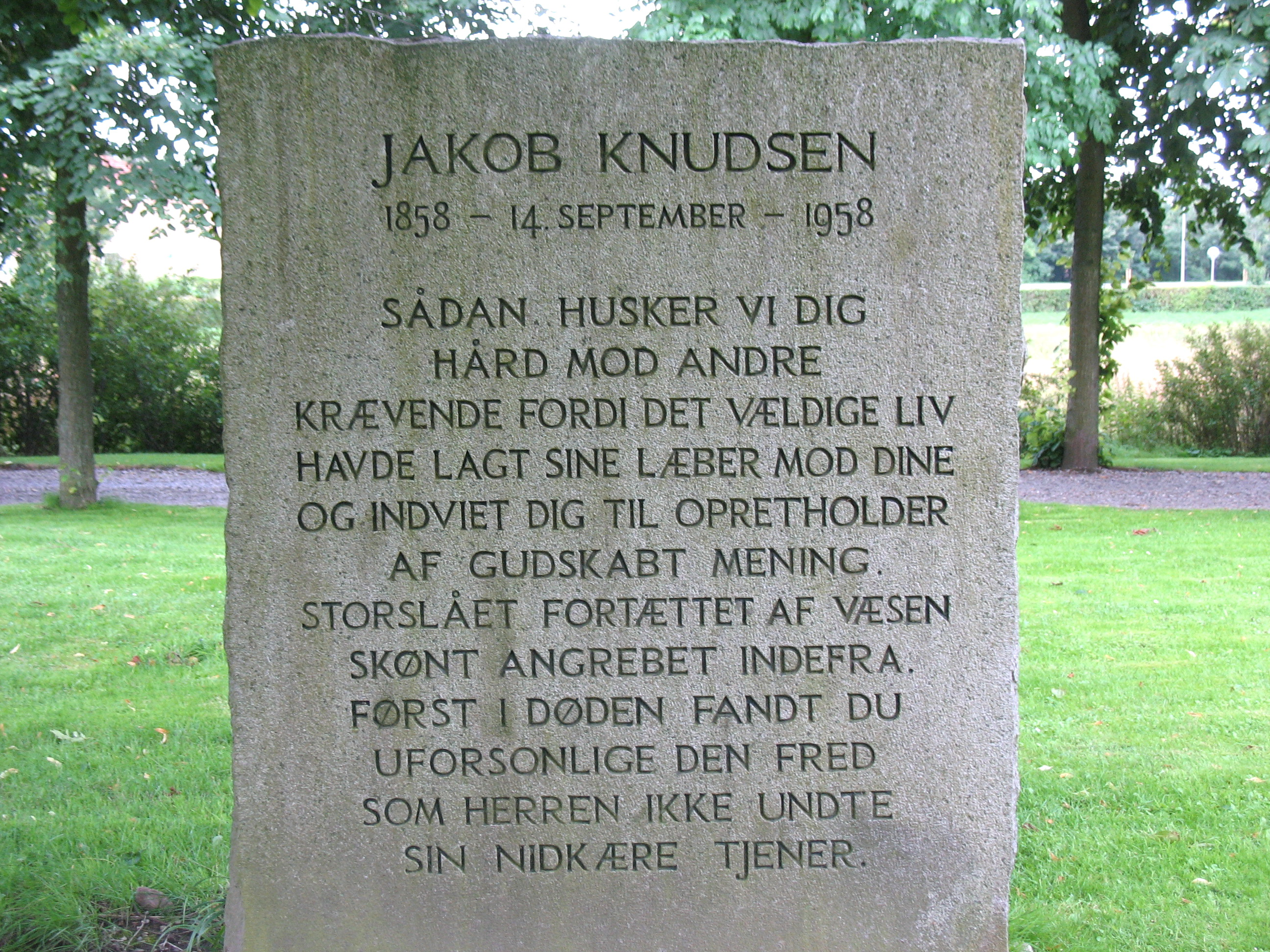
Lapide di Jakob Knudsen a Rødding

Knudsen fu figlio di Jens Lassen Knudsen (1819-1886), in un primo tempo insegnante universitario a Rødding e in seguito pastore di una parrocchia rurale, di carattere forte e severo, che influenzò il figlio nelle sue scelte di vita.
Knudsen si dedicò dapprima all'insegnamento nella scuola popolare di Askov, e successivamente diventò ministro di culto, responsabile della conduzione spirituale della comunità cristiana, a Randers.
Si avvicinò alla letteratura nel 1896 e tre anni dopo pubblicò il suo primo romanzo significativo, intitolato Den male Praest ("Il vecchio pastore"), che si caratterizzò per le tendenze e le tematiche peculiari presenti in tutta la carriera dello scrittore: la descrizione dei problemi etico-sociali, la cultura contadina, l'educazione autoritaria del padre, inserite in un àmbito di spiegazione religiosa della vita, che consenta di superare la paura e ottenere la forza di essere se stessi tramite la grazia e la fede in Dio.. Inoltre Knudsen manifestò la sua opinione sui risposati e sull'atteggiamento della chiesa di fronte alla morale comune.
Quindi le sue opere furono incentrate dal tema dei conflitti delle anime, sia i primi scritti come Gaering ("Pentimento", 1902), Afklaering ("Purificazione", 1902), Rodfæstet ("Ben radicato", 1911), sia nelle descrizioni profonde e appassionate sul cammino verso la vera fede di Lutero in Angst ("Angoscia", 1912) e Mod ("Coraggio", 1914), considerati i suoi capolavori. Gaering e Afklaering si rivelarono opere autobiografiche incentrate sul conflitto tra un'educazione cristiana e una successiva influenza mondana: la trama descrisse l'innamoramento del protagonista dell'affascinante ebrea Rebecca, amante della natura e della sensualità.
Sind ("Menti", 1903) fu un libro fermo ed energico sul fanatismo, sull'autosufficienza e sulla giustizia del mondo contadino, invece Rodfæstet, approfondì la ricerca interiore, di se stesso, da eseguire tramite un'educazione e una tradizione rigorose, che consentono di essere amici con gli uomini e con Dio.
In altri romanzi, quali Fremskridt ("Progresso", 1907) e Inger (1906), Knudsen evidenziò idee antidemocratiche e antifemministe, anche se si dimostrò non proprio reazionario; difatti i protagonisti dal carattere duro delle sue opere, al centro di crisi spirituali e morali, dimostrarono sempre di possedere sentimenti di sofferta umanità.
Le opere che esemplificarono queste caratteristiche furono To slaester ("Due generazioni", 1910) e En Ungdom ("Una giovinezza", 1914).
Inoltre, Knudsen collaborò con numerose riviste per le quali scrisse articoli, così come pubblicò una parte delle sue lezioni, raccolti in Livsfilosofi ("Filosofia della vita", 1908) e Idé og Erindring ("Idea e memoria", 1949).
Il suo lavoro più famoso oggi è l'inno del mattino, intitolato Se, nu stiger solen af havets skød ("Guarda, ora il sole sorge dal piede del mare"1891), nel quale espresse il suo ideale dell'uomo che accoglie la pienezza della vita, della natura e della creazione di Dio.
Knudsen fu membro del 'Gruppo di Jylland', che raggruppava artisti, letterati e uomini di cultura, aventi l'obiettivo di elogiare la provincia danese dello Jutland, in contrapposizione alla cultura 'mondanizzata' della capitale.
Knudsen è stato un autore molto letto e discusso nella prima metà del XX secolo.

## Opere principali
- Den først' af de catilinarisk' Taaler af Marcus Tullius Cicero øwersaat epaa Jysk af Jakob, 1887;
- Cromwells Datter, 1891;
- Christelige Foredrag, 1893;
- Et Gjensyn, 1898;
- Den gamle præst, 1899;
- En forlovelse, 1900;
- Adelbrand og Malfred, 1900;
- Gjæring – Afklaring, 1902;
- Sind, 1903;
- En Gammel Slægt, 1904;
- For Livets Skyld, 1905;
- Inger, 1906;
- Fremskridt, 1907;
- Livsfilosofi, 1908;
- Varulven, 1908;
- Lærer Urup, 1909;
- To Slægter, 1910;
- Rodfæstet, 1911;
- Angst, 1912;
- En Ungdom, 1913;
- Mod, 1914;
- Jyder. Sytten Fortællinger, 1915;
- Den Gang, 1916.